# Дробязко, Богдан Дмитриевич
Богдан Дмитриевич Дробязко (род. 5 ноября 1970, Краматорск) — российский кинорежиссёр, клипмейкер, музыкант.

## Творческая биография

### Телепрограммы
В 1993—1997 годах трудился на региональном телевидении Украины, а с 1998 года работал на телеканалах Санкт-Петербурга, где создал программы «Капля в море» («Невский канал»), «Короткое замыкание», «Светопередача» («Шестой канал»).
В 2000 году проявил себя как автор и режиссёр интерактивного шоу «Коммуникативная труба». Выпуски программ снимались в прозрачной студии радио Nostalgi на Невском проспекте. За год существования программы на эфире побывали: П. Мамонов, Б. Гребенщиков, И. Лагутенко, О. Нестеров, К. Кинчев, О. Скрипка, Н. Борзов, а также группы «Би-2», «Ленинград», «Ария», «Чайф», «Нож для фрау Мюллер», Tequilajazzz, Zdob Si Zdub, Biohazard, Soulfly и так далее.

### Видеоролики
С 2004 года основал бренд BOD FOCUS для подразделения студии «Муха» (Санкт-Петербург). Снял ролики и фильмы для музыкального журнала Fuzz, для эстрадных исполнителей Алены Свиридовой, Полины Гриффис, Людмилы Сенчиной, Светланы Сургановой, Владимира Шахрина («Чайф») и групп «Ленинград», «Кипелов», «Пилот», «Мультфильмы», Billy's Band, «Кирпичи», «Пеп-си», «Ва-Банк», «Пикник», «Кукрыниксы», «Тараканы», Amatory, Grenouer, «Оргия праведников», «Вакцина», «Хаки» и многих других.

### Работы в кино и на телевидении
В 2009 году снял первые шесть эпизодов телевизионного сериала «Возмездие» (в главных ролях: Григорий Антипенко, Борис Галкин, Наталия Антонова, Нодар Мгалоблишвили, премьера — на Первом канале, 2011), полностью дублирующих сценарий ставшего чуть ранее успешным французского телевизионного проекта «David Nolande».
В 2011 году в российских кинотеатрах состоялась премьера фильма кинокомпании «СТВ» «Суперменеджер, или Мотыга судьбы», режиссёром которого был Богдан Дробязко. Ситуацию с незначительными сборами этой ленты обозреватели раздела Парка культуры издания Газета.Ru отметили как крайне печальную.
В 2011 году Богдан Дробязко снял восьмисерийный телевизионный сериал «Небесные родственники», в котором снимались Артём Ткаченко, Павел Деревянко, Андрей Ургант, Анастасия Задорожная, Николай Добрынин и другие (премьера — 9 января 2012 года на телеканале «Россия-1»).
В 2012 году режиссёр снял сериал для телеканала РТР «Берега» (компания KoBura Film Production, проект в производстве).
В конце 2012 года режиссёр закончил работу над двухсерийным фильмом «Конец света» для телеканала НТВ. В главных ролях снялись: Валентин Кузнецов, Владимир Матвеев, Вячеслав Коробицин, Алексей Фокин, Игорь Головин и другие.
В 2012 году режиссёр снял сериал «Лучшие враги» для телеканала НТВ. Производством картины занималась кинокомпания «Триикс Медиа». В главных ролях снимались Сергей Селин и Алексей Нилов.
В 2013 году режиссёр снял четырёхсерийный мини-сериал «Перелётные птицы» по собственной идее. Главные роли исполнили Илья Шакунов, Мерджен Халлыева, Кристина Бабушкина, Игорь Савочкин.
В мае 2015 года режиссёр закончил работу над 24-серийным фильмом «Высокие ставки». В главных ролях снялись Алексей Нилов, Максим Дахненко, Сергей Губанов.

## Фильмография
| Год       |   | Название                         | Роль     |
| --------- | - | -------------------------------- | -------- |
| 2011      | с | Возмездие (первые 6 серий)       | режиссёр |
| 2011      | ф | Суперменеджер, или Мотыга судьбы | режиссёр |
| 2011—2012 | с | Небесные родственники            | режиссёр |
| 2012      | ф | Конец света                      | режиссёр |
| 2012      | с | Берега                           | режиссёр |
| 2014      | с | Перелётные птицы                 | режиссёр |
| 2014      | с | Лучшие враги                     | режиссёр |
| 2014      | с | Высокие ставки                   | режиссёр |
| 2016      | с | Выжить любой ценой               | режиссёр |
| 2018—2025 | с | Скорая помощь                    | режиссёр |